# 269-я истребительная авиационная дивизия
269-я истребительная авиационная Новгородская Краснознамённая дивизия (269-я иад) — соединение Военно-Воздушных сил (ВВС) Вооружённых Сил СССР в Великой Отечественной войне.

## Наименования
- Военно-воздушные силы 28-й армии;
- 269-я истребительная авиационная дивизия;
- 269-я истребительная авиационная Новгородская дивизия;
- 269-я истребительная авиационная Новгородская Краснознамённая дивизия;
- 131-я истребительная авиационная Новгородская Краснознамённая дивизия;
- 131-я смешанная авиационная Новгородская Краснознамённая дивизия (08.1968 г.);
- Полевая почта 55022;
- Полевая почта 10300 (с августа 1968 года).

## Создание дивизии
269-я истребительная авиационная дивизия сформирована 11 июня 1942 года на основании Приказа НКО СССР на базе управления Военно-воздушных сил 28-й армии.

## Переименование дивизии

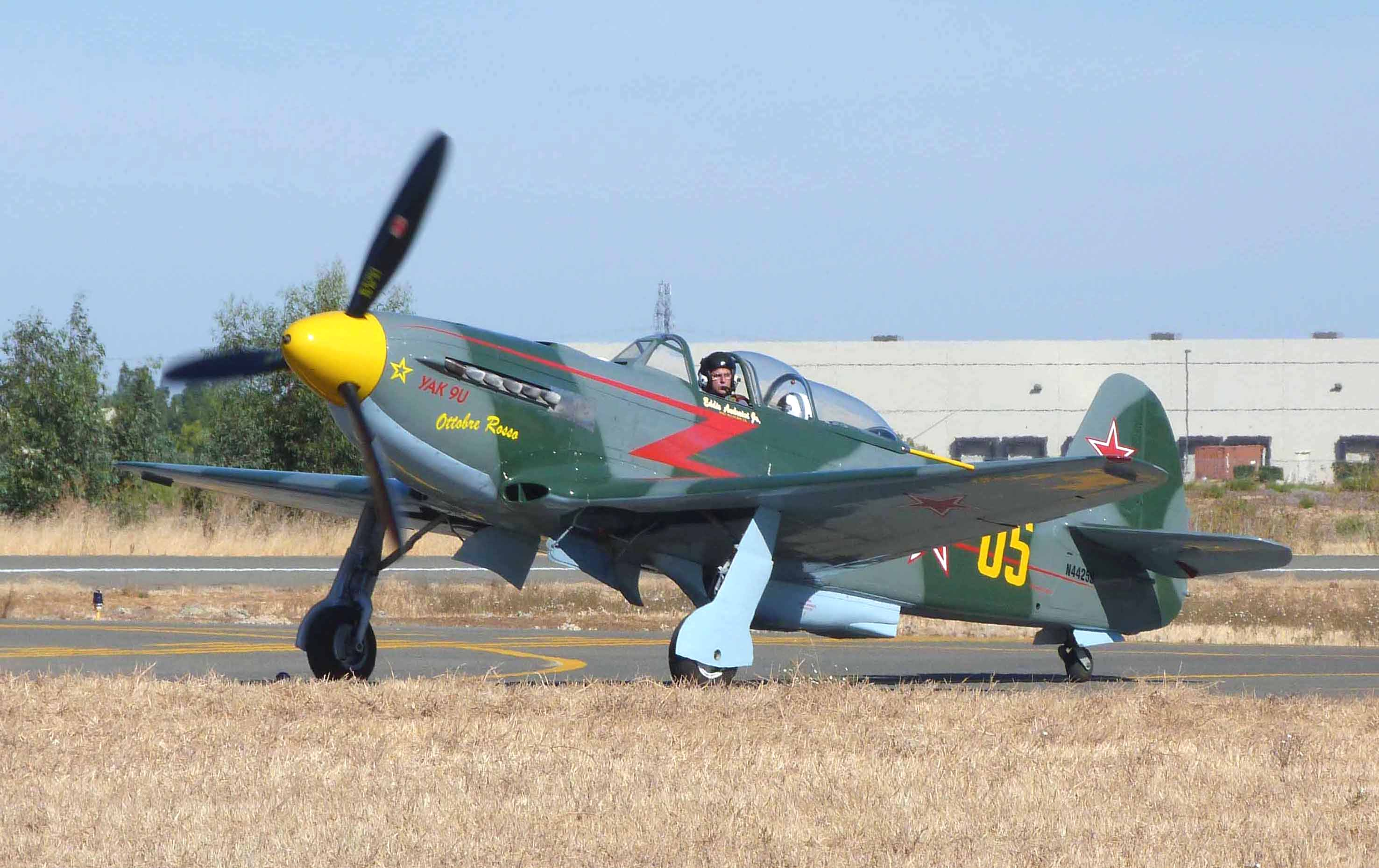
Як-9

- 269-я истребительная авиационная Новгородская Краснознамённая дивизия 20 февраля 1949 года получила наименование 131-я истребительная авиационная Новгородская Краснознамённая дивизия[2]
- 131-я истребительная авиационная Новгородская Краснознамённая дивизия в августе 1968 года получила наименование 131-я смешанная авиационная Новгородская Краснознамённая дивизия.

## Расформирование дивизии
В связи с распадом СССР и выводом советских войск с территории Европы полки дивизии были выведены на территорию республик бывшего СССР, а сама 131-я смешанная авиационная Новгородская Краснознамённая дивизия была расформирована в составе ВВС Центральной группы войск.

## В действующей армии
В составе действующей армии:
- с 11 июня 1942 года по 23 сентября 1942 года,
- со 2 января 1943 года по 12 апреля 1943 года,
- с 1 июля 1943 года по 9 мая 1945 года.

## Командиры дивизии
| Звание       | Ф. И. О.                    | Период                  | Примечание                                                               |
| ------------ | --------------------------- | ----------------------- | ------------------------------------------------------------------------ |
| Полковник    | Ларюшкин Илья Павлович      | 11.06.1942 — 13.08.1942 | Арестован НКВД 13.08.1942 г., восстановлен в должности в октябре 1942 г. |
| Подполковник | Костенко Алексей Тимофеевич | 21.08.1942 — 20.09.1942 | ВРИД командира                                                           |
| Полковник    | Николаев Александр Павлович | 21.09.1942 — 17.05.1944 |                                                                          |
| Полковник    | Додонов Валентин Яковлевич  | 18.05.1944 — 01.06.1946 |                                                                          |
| Полковник    | Якушин Михаил Нестерович    | 01.06.1946 — 11.1947    |                                                                          |

## В составе объединений
| Дата          | Фронт (округ)                           | Армия                        | Корпус                                             |
| ------------- | --------------------------------------- | ---------------------------- | -------------------------------------------------- |
| 11.06.1942 г. | Юго-Западный фронт                      | ВВС Юго-Западного фронта     |                                                    |
| 13.06.1942 г. | Юго-Западный фронт                      | 8-я воздушная армия          |                                                    |
| 12.07.1942 г. | Сталинградский фронт                    | 8-я воздушная армия          |                                                    |
| 13.09.1942 г. | Юго-Западный фронт                      | 8-я воздушная армия          |                                                    |
| 23.09.1942 г. | Резерв Верховного Главного Командования |                              |                                                    |
| 01.12.1942 г. | Резерв Верховного Главного Командования |                              | 3-й истребительный авиационный корпус              |
| 02.01.1943 г. | Воронежский фронт                       | 2-я воздушная армия          |                                                    |
| 12.04.1943 г. | Резерв Верховного Главного Командования |                              |                                                    |
| 01.07.1943 г. | Волховский фронт                        | 14-я воздушная армия         |                                                    |
| 15.02.1944 г. | Ленинградский фронт                     | 14-я воздушная армия         |                                                    |
| 26.02.1944 г. | Ленинградский фронт                     | 13-я воздушная армия         |                                                    |
| 24.04.1944 г. | 3-й Прибалтийский фронт                 | 14-я воздушная армия         |                                                    |
| 16.10.1944 г. | 2-й Прибалтийский фронт                 | 14-я воздушная армия         |                                                    |
| 26.11.1944 г. | 2-й Белорусский фронт                   | 4-я воздушная армия          |                                                    |
| 09.05.1945 г. | 2-й Белорусский фронт                   | 4-я воздушная армия          |                                                    |
| 10.06.1945 г. | Северная группа войск                   | 4-я воздушная армия          | 8-й истребительный авиационный корпус              |
| 01.03.1948 г. | Северная группа войск                   | 4-я воздушная армия          |                                                    |
| 20.02.1949 г. | Северная группа войск                   | 37-я воздушная армия         |                                                    |
| 01.10.1949 г. | Группа советских войск в Германии       | 24-я воздушная армия         | 61-й гвардейский истребительный авиационный корпус |
| 01.10.1951 г. | Прикарпатский военный округ             | 57-я воздушная армия         |                                                    |
| 04.04.1968 г. | Прикарпатский военный округ             | 14-я воздушная армия         |                                                    |
| 20.08.1968 г. | Группа войск в Чехословакии             |                              |                                                    |
| 24.10.1968 г. | Центральная группа войск                |                              |                                                    |
| 01.05.1985 г. | Центральная группа войск                | ВВС Центральной группы войск |                                                    |
| 01.01.1991 г. | Центральная группа войск                | ВВС Центральной группы войск |                                                    |

## Участие в операциях и битвах

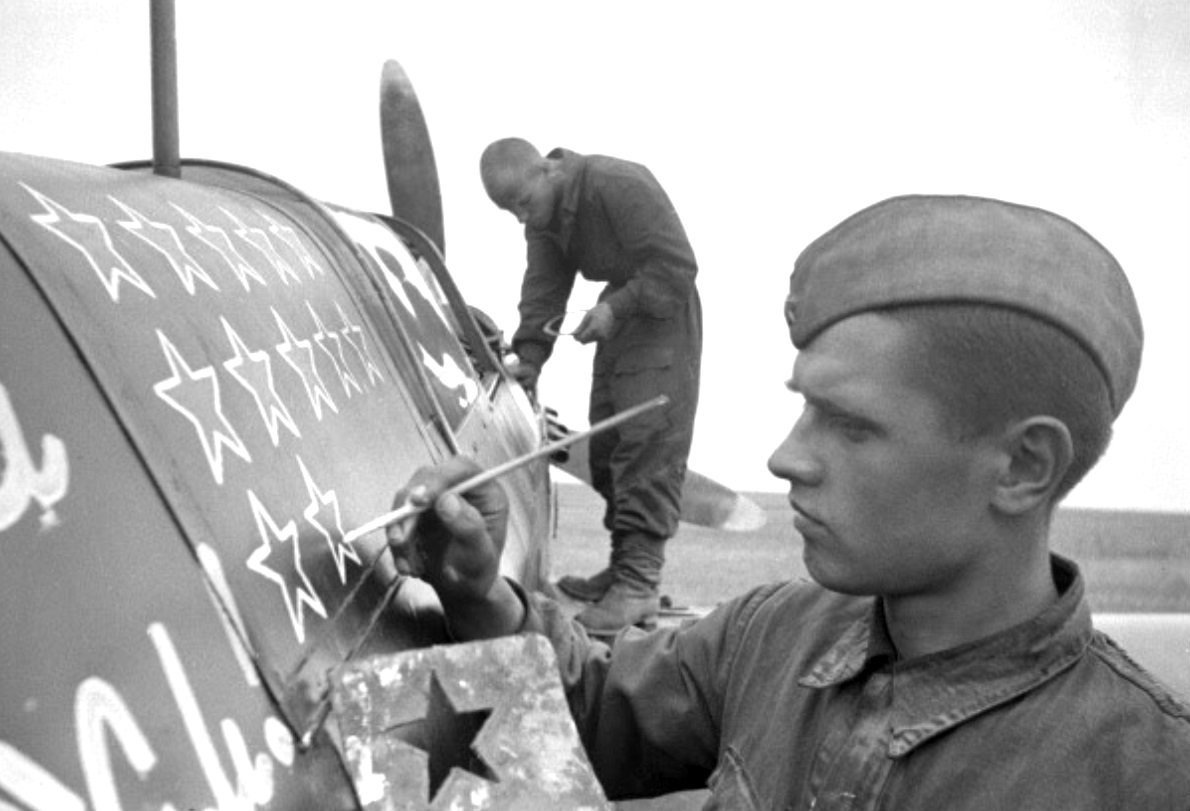
«Ещё один сбитый вражеский самолёт», Юго-Западный фронт, красноармеец рисует звёзды на борту самолёта, а механик его осматривает, Россия, фото Г. А. Зельма, 1 июля 1942 года

- Великая Отечественная война (1942—1945):
  - Воронежско-Ворошиловградская операция[4] — с 28 июня 1942 года по 5 июля 1942 года.
  - Сталинградская оборонительная операция[4] — с 18 июля 1942 года по 13 сентября 1942 года.
  - Сталинградская битва[4] — с декабря 1942 года по март 1943 года.
  - Среднедонская операция[4] — с 16 декабря 1942 года по 30 декабря 1942 года.
  - Острогожско-Россошанская операция — с 13 января 1943 года по 27 января 1943 года.
  - Мгинская наступательная операция[4] — с 22 июля 1943 года по 22 августа 1943 года.
  - Ленинградско-Новгородская операция — с 14 января 1944 года по 1 марта 1944 года.
  - Новгородско-Лужская наступательная операция[4] — с 14 января 1944 года по 15 февраля 1944 года.
  - Псковско-Островская операция[4] — с 17 июля 1944 года по 31 июля 1944 года.
  - Тартуская наступательная операция[4] — с 10 августа 1944 года по 6 сентября 1944 года.
  - Рижская операция[4] — с 14 сентября 1944 года по 22 октября 1944 года.
  - Восточно-Прусская операция[4] — с 13 января 1945 года по 25 апреля 1945 года.
  - Млавско-Эльбингская операция — с 14 января 1945 года по 26 января 1945 года.
  - Восточно-Померанская операция[4] — с 10 февраля 1945 по 4 апреля 1945 года.
  - Берлинская наступательная операция — с 16 апреля 1945 года по 8 мая 1945 года.
- Ввод войск в Чехословакию (1968)

## Состав дивизии
| Полк                                                 | Период                     | Примечание                                                                         |
| ---------------------------------------------------- | -------------------------- | ---------------------------------------------------------------------------------- |
| 148-й истребительный авиационный полк                | 11.06.1942 — 25.08.1942 г. | Сдал самолёты в 268-ю иад и убыл на доукомплектование                              |
| 254-й истребительный авиационный полк                | 11.06.1942 — 21.08.1942 г. | Убыл в 1-й зиап                                                                    |
| 297-й истребительный авиационный полк                | 16.06.1942 — 06.07.1942 г. | передан в состав 268-й иад 8-й ВА Юго-Западного фронта                             |
| 6-й истребительный авиационный полк                  | 19.06.1942 — 20.09.1942 г. | Убыл в 19-й запасной истребительный авиационный полк                               |
| 183-й истребительный авиационный полк                | 13.07.1942 — 24.09.1942 г. | Убыл в 20-й запасной истребительный авиационный полк                               |
| 864-й истребительный авиационный полк                | 16.07.1942 — 20.09.1942 г. | Убыл в 4-й запасной истребительный авиационный полк                                |
| 169-й истребительный авиационный полк                | 07.11.1942 — 22.11.1942 г. | Передан в состав 210-й истребительной авиационной дивизии                          |
| 287-й истребительный авиационный полк                | 16.12.1942 — 01.04.1947 г. | расформирован в составе дивизии 4-й ВА Северной группы войск                       |
| 19-й истребительный авиационный полк                 | 27.12.1942 — 20.03.1943 г. | Убыл в 4-й запасной истребительный авиационный полк                                |
| 254-й истребительный авиационный полк                | 15.06.1943 — 19.11.1944 г. | Убыл в 4-й запасной истребительный авиационный полк                                |
| 845-й истребительный авиационный полк                | 13.07.1943 — 18.04.1960 г. | расформирован в составе дивизии в 57-й ВА ПрикВО                                   |
| 42-й гвардейский истребительный авиационный полк     | 10.12.1944 — 01.06.1955 г. | передан в 149-ю иад 37-й ВА                                                        |
| 168-й истребительный авиационный полк                | 15.01.1946 — 20.08.1968 г. | передан в 138-ю иад 17-й ВА                                                        |
| 916-й истребительный авиационный полк                | 20.02.1949 — 16.06.1961 г. | Переформирован в 414-й зенитно-ракетный полк                                       |
| 159-й истребительный авиационный полк                | 01.09.1968 — 21.07.1972 г. | Переименован в 114-й истребительный авиационный полк                               |
| 114-й истребительный авиационный полк                | 21.07.1972 — 21.01.1991 г. | Переименован из 159-го иап, Выведен из ЦГВ в Прикарпатский ВО в г. Ивано-Франковск |
| 192-й истребительный авиационный полк                | 20.08.1968 — 01.10.1984 г. | Переименован в 236-й авиационный полк истребителей-бомбардировщиков                |
| 236-й авиационный полк истребителей-бомбардировщиков | 01.10.1984 — 01.01.1991 г. | Выведен из ЦГВ и расформирован                                                     |
| 179-й истребительный авиационный полк                | 20.03.1960 — 17.05.1960 г. | передан в 28-й корпус ПВО                                                          |

| Як-3 | Як-9 | Як-9УМ | Як-9 |

## Боевой состав на 9 мая 1945 года
- 42-й гвардейский истребительный авиационный Танненбергский Краснознамённый полк (Виттшток, Як-9)
- 287-й истребительный авиационный Новгородский ордена Суворова полк (Виттшток, Як-3)
- 845-й истребительный авиационный Рижский Краснознамённый полк (Виттшток, Як-3)

## Боевой состав на 1950 год
- 168-й истребительный авиационный ордена Суворова полк (Гроссенхайн, Як-9)
- 845-й истребительный авиационный Рижский Краснознамённый полк (Брандис, Як-9)
- 916-й истребительный авиационный Брестский Краснознамённый полк (Гроссенхайн, Як-9)

## Боевой состав на 1960 год
- 159-й истребительный авиационный Таллинский Краснознамённый полк (Черляны Львовская область, МиГ-17)
- 168-й истребительный авиационный ордена Суворова полк (Жовтневое Волынская область, МиГ-19)
- 192-й истребительный авиационный ордена Кутузова полк (Ивано-Франковск, МиГ-17)

| МиГ-17 | МиГ-19 | МиГ-17 |

## Боевой состав в операции «Дунай» (Ввод войск в Чехословакию)
- 159-й истребительный авиационный Таллинский Краснознамённый полк (МиГ-17)
- 192-й истребительный авиационный ордена Кутузова полк (МиГ-17)
- 390-й смешанный авиационный полк
- 340-й отдельный вертолётный полк
- 55-й отдельный вертолётный полк
- 76-й отдельный полк связи и АУ

## Боевой состав на 1972 год
- 114-й истребительный авиационный Таллинский Краснознамённый полк (Слиач, Божи-Дар (Миловице), Чехословакия, МиГ-21)
- 192-й истребительный авиационный ордена Кутузова полк (Мимонь-Градчаны, Чехословакия, МиГ-21)
- 100-я отдельная разведывательная авиационная эскадрилья (Слиач, Чехословакия, МиГ-21Р)
- 173-й отдельная смешанная авиационная эскадрилья (Божи-Дар (Миловице), Чехословакия, Ан-26, Ан-12 и Ми-8)

## Боевой состав на 1989 год
- 114-й истребительный авиационный Таллинский Краснознамённый полк (Божи-Дар (Миловице), Чехословакия, МиГ-23М)
- 236-й авиационный ордена Кутузова полк истребителей-бомбардировщиков (Градчаны, Чехословакия, МиГ-27К)

| МиГ-21 | МиГ-27 | МиГ-23МЛ |

## Почётные наименования
- 269-й истребительной авиационной дивизии за отличие в боях с немецкими захватчиками в ходе Новгородско-Лужской наступательной операции приказом Верховного Главнокомандующего в честь особого участия в освобождении[14] города Новгород присвоено почётное наименование «Новгородская»[15];
- 42-му гвардейскому истребительному авиационному полку 19 февраля 1945 года за отличие в боях при вторжении в южные районы Восточной Пруссии присвоено почётное наименование «Танненбергский»[16];
- 287-му истребительному авиационному полку за отличие в боях с немецкими захватчиками за освобождение города Новгород присвоено почётное наименование «Новгородский»[15];
- 845-му истребительному авиационному полку 31 октября 1944 года за отличие в боях за овладение городом Рига присвоено почётное наименование «Рижский»[17].

## Награды
- 269-я истребительная авиационная дивизия Указом Президиума Верховного Совета СССР награждена орденом «Боевого Красного Знамени».
- 42-й гвардейский Танненбергский истребительный авиационный полк за образцовое выполнение боевых заданий командования в боях с немецкими захватчиками при овладении островом Рюген и проявленные при этом доблесть и мужество Указом Президиума Верховного Совета СССР от 4 июня 1945 года награждён орденом «Боевого Красного Знамени».
- 254-й истребительный авиационный полк за образцовое выполнение боевых заданий командования в боях с немецкими захватчиками, за овладение городом Рига и проявленные при этом доблесть и мужество Указом Президиума Верховного Совета СССР от 31 октября 1944 года награждён орденом «Кутузова III степени».
- 287-й истребительный авиационный полк за образцовое выполнение боевых заданий командования в боях с немецкими захватчиками при овладении островом Рюген и проявленные при этом доблесть и мужество Указом Президиума Верховного Совета СССР от 4 июня 1945 года награждён орденом «Суворова III степени».
- 845-й Рижский истребительный авиационный полк за образцовое выполнение боевых заданий командования в боях с немецкими захватчиками при овладении городами Остероде, Дойтш-Айлау и проявленные при этом доблесть и мужество Указом Президиума Верховного Совета СССР от 5 апреля 1945 года награждён орденом «Боевого Красного Знамени».

## Благодарности Верховного Главнокомандующего
- За отличия в боях при форсировании реки Великая и прорыве обороны противника, при занятии крупных населенных пунктов Шанино, Зеленово, Красногородское[18].
- За овладение городом Остров[19].
- За овладение городом Псков[20].
- За овладение городом Тарту[21].
- За овладение городом Валга[22].
- За овладение городом Рига[23].
- За овладение городами Млава, Дзялдов (Зольдау) и Плоньск[24].
- За вторжение в южные районы Восточной Пруссии[25].
- За овладение городами Остероде и Дейч-Эйлау[26].
- За овладение городами Шлохау, Штегерс, Хаммерштайн, Бальденберг, Бублиц[27].
- За овладение городом Кёзлин[28].
- За овладение городом и крепостью Грудзёндз[29].
- За овладение городами Гнев и Старогард[30].
- За овладение городами Бытув и Косьцежина[31].
- За овладение городом и военно-морской базой Гдыня[32].
- За овладение городами Пренцлау, Ангермюнде[33].
- За овладение городами Эггезин, Торгелов, Пазевальк, Штрасбург, Темплин[34].
- За овладение городами Анклам, Фридланд, Нойбранденбург, Лихен[35].
- За овладение городами Грайфсвальд, Трептов, Нойштрелитц, Фюрстенберг, Гранзее[36].
- За овладение городами Штральзунд, Гриммен, Деммин, Мальхин, Варен, Везенберг[37].
- За овладение городами Барт, Бад-Доберан, Нойбуков, Барин, Виттенберге[38].
- За овладение портом и военно-морской базой Свинемюнде[39].
- За овладение островом Рюген[40].

## Отличившиеся воины дивизии
- Баранов Михаил Дмитриевич, старший лейтенант, командир звена 183-го истребительного авиационного полка 269-й истребительной авиационной дивизии 8-й воздушной армии 12 августа 1942 года Указом Президиума Верховного Совета СССР удостоен звания Герой Советского Союза. Золотая Звезда № 578.
- Бицаев Сергей Владимирович, лейтенант, командир звена 845-го истребительного авиационного полка 269-й истребительной авиационной дивизии 4-й воздушной армии 18 августа 1945 года Указом Президиума Верховного Совета СССР удостоен звания Герой Советского Союза. Золотая Звезда № 8221.
- Гуцало Александр Семёнович, капитан, штурман 845-го истребительного авиационного полка 269-й истребительной авиационной дивизии 4-й воздушной армии 15 мая 1946 года Указом Президиума Верховного Совета СССР удостоен звания Герой Советского Союза. Посмертно.
- Исаев Василий Васильевич, заместитель командира эскадрильи 42-го гвардейского истребительного авиационного полка 269-й истребительной авиационной дивизии 4-й воздушной армии 2-го Белорусского фронта, гвардии капитан, Указом Президиума Верховного Совета СССР от 18 августа 1945 года Указом Президиума Верховного Совета СССР удостоен звания Героя Советского Союза.
- Коняхин Василий Дмитриевич, старший лейтенант, заместитель командира эскадрильи 287-го истребительного авиационного полка 269-й истребительной авиационной дивизии 4-й воздушной армии 18 августа 1945 года Указом Президиума Верховного Совета СССР удостоен звания Герой Советского Союза. Золотая Звезда № 7948.
- Косса Михаил Ильич, заместитель командира эскадрильи 42-го гвардейского истребительного авиаполка 269-й истребительной авиационной дивизии 4-й воздушной армии 2-го Белорусского фронта, гвардии старший лейтенант, Указом Президиума Верховного Совета СССР от 15 мая 1946 года Указом Президиума Верховного Совета СССР удостоен звания Героя Советского Союза.
- Лукин Василий Петрович, капитан, командир эскадрильи 287-го истребительного авиационного полка 269-й истребительной авиационной дивизии 14-й воздушной армии 26 октября 1944 года Указом Президиума Верховного Совета СССР удостоен звания Герой Советского Союза. Золотая Звезда № 5410.
- Назимов Константин Савельевич, капитан, командир эскадрильи 254-го истребительного авиационного полка 269-й истребительной авиационной дивизии 14-й воздушной армии 26 октября 1944 года Указом Президиума Верховного Совета СССР удостоен звания Герой Советского Союза. Золотая Звезда № 4519.
- Печёный Николай Николаевич, командир эскадрильи 42-го гвардейского истребительного авиаполка 269-й истребительной авиационной дивизии 4-й воздушной армии 2-го Белорусского фронта, гвардии майор, Указом Президиума Верховного Совета СССР от 15 мая 1946 года Указом Президиума Верховного Совета СССР удостоен звания Героя Советского Союза.
- Полуновский Валерий Фёдорович, старший лейтенант, командир авиационной эскадрильи 845-го истребительного авиационного полка (269-я истребительная авиационная дивизия, 14-я воздушная армия, Волховский фронт), Указом Президента СССР от 11 декабря 1990 года удостоен звания Герой Советского Союза. Золотая Звезда № 11636.
- Сидоренков Василий Кузьмич, старший лейтенант, заместитель командира эскадрильи 254-го истребительного авиационного полка 269-й истребительной авиационной дивизии 14-й воздушной армии 19 августа 1944 года Указом Президиума Верховного Совета СССР удостоен звания Герой Советского Союза. Золотая Звезда № 4504.
- Синчук Василий Прокофьевич, капитан, помощник командира 254-го истребительного авиационного полка по воздушно-стрелковой службе 269-й истребительной авиационной дивизии 14-й воздушной армии 13 апреля 1944 года Указом Президиума Верховного Совета СССР удостоен звания Герой Советского Союза. Посмертно.

## Базирование дивизии
| Период                  | Место базирования        |
| ----------------------- | ------------------------ |
| 05.1945 — 05.1946       | Виттшток, Германия       |
| 05.1946 — 10.1949       | Пила, Польша             |
| 10.1949 — 10.1951       | Гроссенхайн, Германия    |
| 10.1951 — 20.08.1968    | Ивано-Франковск, Украина |
| 20.08.1968 — 01.01.1991 | Миловице, Чехословакия   |